# 大久保往忠
大久保 往忠（おおくぼ ゆきただ）は、江戸時代中期の旗本。紀州藩士大久保忠直の次男で、徳川吉宗の側室お須磨（深徳院、徳川家重生母）の弟。母は紀州藩士内藤幸右衛門守政の娘。

## 生涯
元禄13年（1700年）、紀州藩士・大久保忠直の次男として生まれる。紀州藩に仕え、享保元年（1716年）に徳川吉宗が第8代将軍に就任するとその小姓となり300俵を給う。
享保2年（1717年）10月2日に兄忠寛が没すると、12月21日に遺領の下野国都賀郡、河内郡700石を相続する。享保9年（1724年）12月15日、都賀郡内で1,300石加増され2,000石となり、従五位下伊勢守に叙任される。翌享保10年（1725年）11月28日、徳川吉宗の側に仕え、河内郡内において3,000石を加増され、計5,000石となる。元文4年（1739年）5月25日、公務を許され、菊間広縁詰めとなり、時服5領を賜る。
宝暦9年（1759年）8月5日隠居し、卜玄と号する。家督は養子の忠翰（鳥居忠瞭次男）が継いだ。宝暦13年（1763年）5月24日、死去した。享年64。